# Gustave van Leempoel de Nieuwmunster

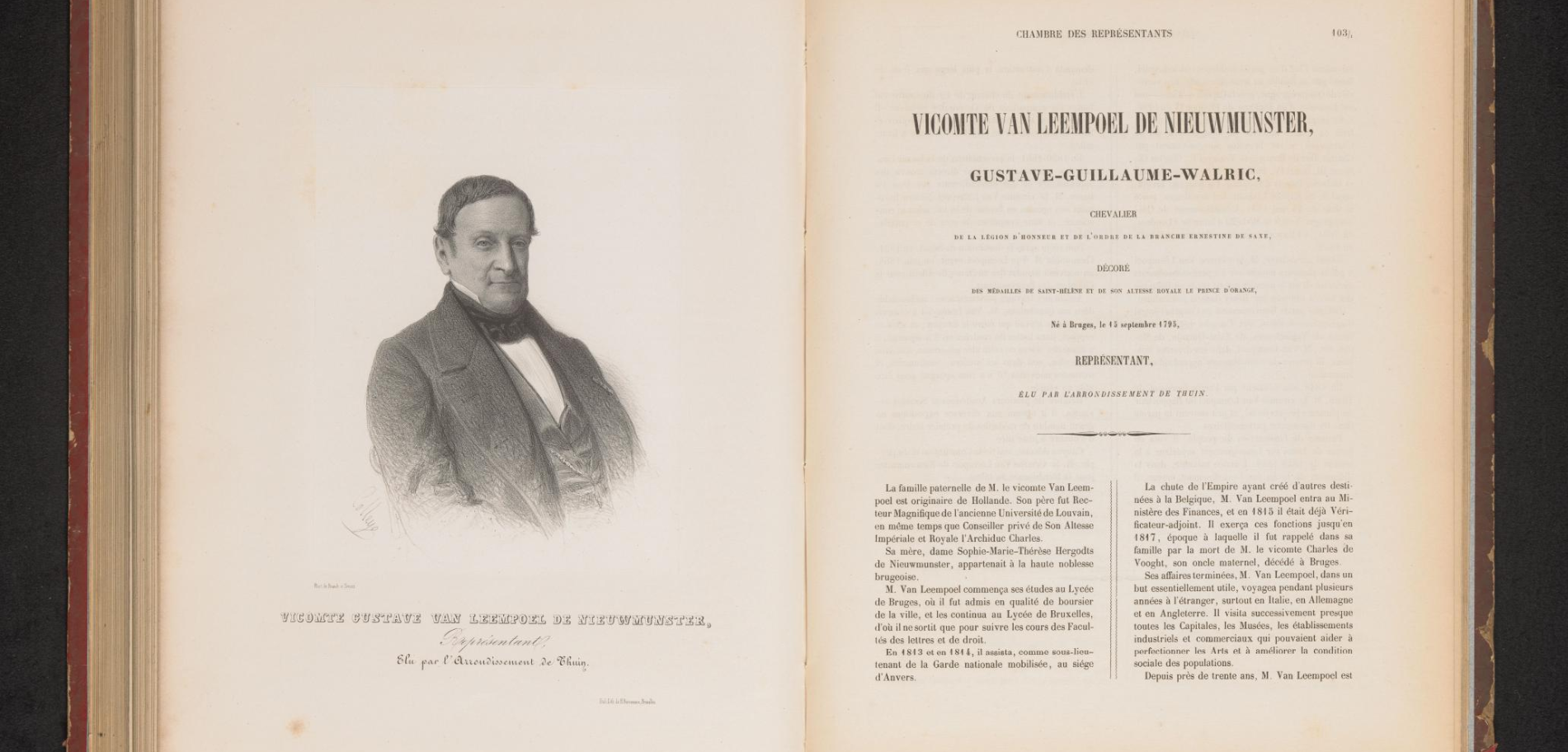
Gustave van Leempoel de Nieuwmunster (Biographies des membres des deux chambres législatives : session 1857-1858)

Gustave Guillaume Valérie van Leempoel de Nieuwmunster (Frankfurt am Main, 15 september 1795 - Wimy (Frankrijk), 11 april 1877) was een Belgisch volksvertegenwoordiger, senator en burgemeester.

## Levensloop
Hij was een zoon van de arts en hoogleraar Jan Willem van Leempoel (1751-1796) die van 1778 tot 1790 de omstreden rector magnificus was van de jozefistische Universiteit van Leuven. In 1794 was hij gevlucht voor de Franse troepen en was dat jaar in Düsseldorf getrouwd met Sophie Marie-Thérèse Herregodts de Nieuwmunster (1769-1813). Zij was de dochter van de algemeen ontvanger van de keizerlijke domeinen in de streek van Brugge, Jacques-Joseph Herregodts de Nieuwmunster (1725-1804).
In 1817 werd aan de jonge Gustave onder het Verenigd Koninkrijk der Nederlanden de toestemming verleend om, als erfgenaam van Charles-François de Vooght, de erfelijke adel met de titel burggraaf over te nemen. Dit werd echter in 1819 geannuleerd, op klacht van leden van de familie de Vooght.
Van Leempoel trouwde driemaal, achtereenvolgens met Ernestine de Colnet (1808-1829), Stéphanie de Colnet (1811-1839) en Arabelle Dyke (1815-1885). Hij had een zoon uit het eerste, een dochter uit het tweede en een zoon en een dochter uit het derde huwelijk. In 1860 verkreeg hij opname in de Belgische adel met de titel van burggraaf, overdraagbaar bij eerstgeboorte op de mannelijke nazaten.
Na rechtenstudies aan de École de Droit in Brussel werd hij verificateur bij het ministerie van financiën. Na een paar jaar werd hij directeur van de Verreries de Quinquengrogne in La Capelle (departement Aisne). Hij was ook landbouwdeskundige.
Van 1848 tot 1864 was hij Belgisch liberaal parlementslid:
- van 1848 tot 1851 was hij senator voor het arrondissement Thuin,
- van april tot juni 1853 was hij senator voor het arrondissement Brussel,
- van 1858 tot 1864 was hij volksvertegenwoordiger voor het arrondissement Thuin.

Van 1848 tot aan zijn dood (met een korte onderbreking) was hij burgemeester van Vergnies.
Burggraaf Albert van Leempoel de Nieuwmunster (1859-1953), zoon uit het derde huwelijk, trouwde met Germaine Despessailles (1864-1957). Ze kregen acht kinderen, met afstammelingen tot heden.

## Publicatie
- Remarques sur l'amodiation des biens communaux, 1853.
- Rapport sur Le Concours Agricole International Belle-Francais à Fonde, 1862.